# Dödligt lik
Dödligt lik är en amerikansk thriller från 1951. Först regisserad av John Farrow, sedan omgjord med nya scener regisserade anonymt av Richard Fleischer. Producenten   Howard Hughes bidrog tillsammans med Fleischer till ett nytt manus utan att någon stod med i förtexterna. I de nya scenerna ingick både mer våld och mer inslag av slapstick. Robert Mitchum, Jane Russell, Vincent Price gjorde huvudrollerna. Filmen totalförbjöds i Sverige och fick sin premiär först 1965. 

## Roller (urval)
- Robert Mitchum - Dan Milner
- Jane Russell - Lenore Brent
- Vincent Price - Mark Cardigan
- Tim Holt - Bill Lusk
- Charles McGraw - Thompson, berättare
- Marjorie Reynolds - Helen Cardigan
- Raymond Burr - Nick Ferraro
- Leslye Banning - Jennie Stone
- Jim Backus - Myron Winton